# Gymnasium Valka
Das Jānis-Cimze-Gymnasium Valka (lettisch Valkas Jāņa Cimzes ģimnāzija) ist eine allgemeinbildende Schule in der lettischen Stadt Valka. Sie hat die Bildungsprogramme einer Sekundarschule (Klassen 7–9) und eines Gymnasiums (Klassen 10–12) mit dem Schwerpunkt Mathematik, Naturwissenschaften und Technik. Es gibt auch ein Minderheitenprogramm zur Allgemeinbildung in Russisch.
Das Gymnasium verfügt über ein eigenes Informationszentrum mit einem Medienraum, einer Bibliothek und einem Lesesaal. Der Bibliotheksbestand umfasst 12.000 Lehrbücher und den Belletristikbestand mit 13.000 Büchern.

## Geschichte
Am 2. August 1920 wurde auf der Sitzung des Stadtrats von Valka der Beschluss der Schulkommission zur Eröffnung einer weiterführenden Schule genehmigt, die Räumlichkeiten im Gebäude des ehemaligen Lehrerseminars der Pfarrschule Vidzeme unter der Leitung von Jānis Cimze zur Verfügung stellte. Die Sekundarschule Valka begann ihre Tätigkeit am 27. September 1920. Der erste Direktor der Schule war Jūlijs Brūniņš. Im Jahr 1926 wurde ein Entwurf für ein neues Schulgebäude, dessen Autor der Architekt des lettischen Bildungsministeriums Indriķis Blankenbergs war, vorbereitet. Im September 1929 wurde die Schule vom alten Seminargebäude in das neue Gebäude verlegt, die Bauarbeiten wurden jedoch erst 1931 abgeschlossen. Am 1. April 1932 wurde die Schule in Staatliches Jānis-Cimze-Gymnasium Valka umbenannt.
Während des Zweiten Weltkriegs wurde auf dem Schulgelände ein Kriegslazarett der deutschen Wehrmacht eingerichtet, doch am 1. Oktober 1944 begann das Gymnasium der Stadt Valka ihre Tätigkeit erneut. Von Januar 1950 bis 1. September 1955 gab es die Sekundarschule Valka, dann 1. Sekundarschule Valka. 1957 wurde in der Schule eine heimatkundliche Ecke und 1958 ein Museum eingerichtet.
Am 7. Juli 2003 erhielt die Schule wieder den Rang eines Gymnasiums.
Im Jahr 2003 wurden in der Semināra-Straße 27a eine Sporthalle eröffnet. Im Februar 2005 wurde in der Turnhalle das erste FM 104,5-Schulradio in Lettland eröffnet.
Im Jahr 2016 wurde das Gymnasium mit der Grundschule Valka zusammengelegt und erhielt den Namen Jānis Cimze-Gymnasium Valka zurück.